# Tempio Dorico (Pompei)
Il Tempio Dorico è un tempio di epoca romana, sepolto dall'eruzione del Vesuvio del 79 e ritrovato a seguito degli scavi archeologici dell'antica Pompei. Si tratta di uno degli edifici con le maggiori influenze greche della città.

## Storia
Il Tempio Dorico, situato nel lato ovest del Foro Triangolare, fu costruito nel VI secolo a.C. e subì nel corso degli anni importanti lavori di restauro, come quelli del IV secolo a.C. e quelli del II secolo a.C.: quest'ultima ristrutturazione, effettuata soprattutto nella zona della cella, si rese necessaria a seguito di un lungo periodo di abbandono. Il terremoto di Pompei del 62 provocò notevoli danni alla struttura e al momento dell'eruzione del Vesuvio, nel 79, quando fu seppellita sotto una colte di ceneri e lapilli, questa era già stata già dismessa.
I primi scavi archeologici del tempio si ebbero nel periodo compreso tra il 1767 ed il 1782, ad opera di Francisco la Vega, che scoprì per caso il podio: nel corso nel XIX secolo le indagini si susseguirono in modo sporadico e frammentario, per riprendere poi sistematicamente solo a partire dal 1931 per volere di Amedeo Maiuri; tuttavia la seconda guerra mondiale, oltre ad imporre un blocco forzato allo scavo, provocò notevoli danni al tempio a seguito del bombardamento degli alleati, soprattutto nella parte nord. Le esplorazioni ripresero al termine del conflitto e si protrassero per diversi anni fino al 1996.

## Descrizione

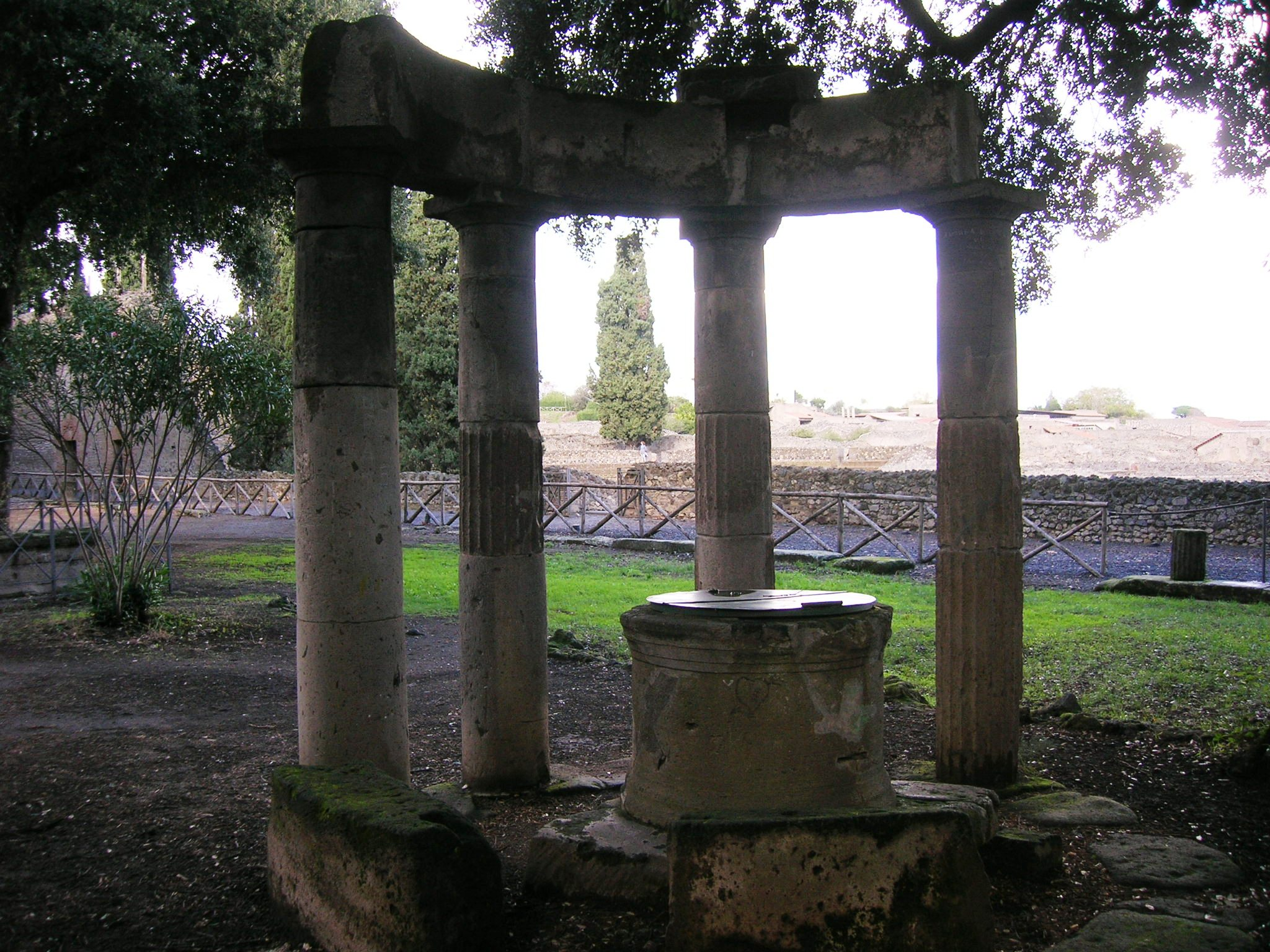
La tholos

Il Tempio Dorico ha una dimensione di ventinove metri di lunghezza per venti di larghezza: dell'aspetto originario rimane ben poco, in quanto risulta essere notevolmente danneggiato ed era probabilmente dedicato ad Ercole o Minerva, come riscontrato su di un'epigrafe osca, scoperta nelle vicinanze, che così riportava:
In ordine dorico, l'area sacra era delimitata da un basso muretto dalla zona circostante, utilizzata probabilmente o dagli spettatori dei vicini teatri come luogo di ristoro o per le corse dei cavalli: in quest'ultimo caso il muro veniva rivestito con delle spine.
L'accesso al tempio, che era poggiato direttamente sulla roccia, avviene tramite dei gradini, realizzati in tufo o calcare, in numero non uguali sui vari lati, questo per permettere di modificare il dislivello del terreno: si ritiene inoltre che la gradinata sul lato est sia stata rifatta durante il periodo dell'esplorazione da la Vega. Lo stilobate, certamente non risalente al periodo di costruzione, ma rifatto in uno dei restauri successivi, era circondato da undici colonne sul lato lungo e sette su quello corto: sia dei fusti, realizzati in calcare di Sarno, che dei capitelli, in tufo, rimangono solo alcune tracce; i capitelli inoltre, di epoca sannitica, sono molto simili a quelli delle Tavole Palatine, un tempio nei pressi di Metaponto. La cella, posta al centro del podio, era poggiata direttamente sulla roccia e probabilmente dotata di un pronao, davanti al quale erano una o due basi, dove poggiavano le statue di culto.
Tra i principali reperti ritrovati nella zona del tempio una serie di terrecotte e una metopa, facente parte della struttura prima del restauro del II secolo a.C., raffigurante il mito di Issone, tra Efesto ed Atena, mentre è legato alla ruota degli Inferi.